# Association mondiale pour le développement de la philatélie
Créée en 1997, l’Association mondiale pour le développement de la philatélie (AMDP ou en anglais World Association for the Development of Philately, WADP) est une association internationale dont le but est la promotion et la protection de la philatélie, en tant que collection et aussi en tant qu'activité économique. Elle regroupe les fédérations et organismes internationaux des acteurs de la production et de la collection de timbres-poste.

## Membres
Ses membres sont :
- l'Union postale universelle qui assure la relation entre les administrations postales nationales émettrices de timbres ;
- la Fédération internationale de philatélie regroupant les fédérations nationales des associations de collectionneurs ;
- la Fédération internationale des chambres syndicales des négociants en timbres-poste, représentant les entreprises de vente de timbres et de matériel de collection ;
- l'Association internationale des éditeurs de catalogues, d'albums et de publications philatéliques, les éditeurs de catalogues et de publications qui référencent les émissions ;
- l'Association internationale des journalistes philatéliques pour les auteurs de la presse spécialisée, principale source d'information régulière ;
- Intergraf, la confédération internationale des industries de l'imprimerie et annexes (adhérent à l'assemblée générale de Lisbonne, le 26 septembre 2003[1]).

## Historique et missions
L'AMDP est issue d'une réaction des administrations postales contre la recrudescence des émissions illégales de timbres : des vignettes portant les mentions d'un timbre-poste et le nom d'un pays qui ne les a pas émis. Le Congrès de l'UPU de 1994 à Séoul adopte une recommandation qui aboutit à la création de l'AMDP par le Conseil des opérations postales en 1997. L'objectif est de regrouper les acteurs du secteur de la production de timbres-poste en amont de l'utilisation postale et ceux de la collection en aval.
Ses deux plus importantes réalisations sont le Guide pour le développement de la philatélie et le Système de numérotation de l'AMDP (WNS).
Le Guide publié en 1999 est une aide pour les métiers et les collectionneurs. En particulier, pour les fonctionnaires des administrations postales, ils disposent d'un regroupement d'informations et de techniques pour émettre des timbres-poste et assurer la promotion du programme philatélique de leur pays.
Le WADP Numbering System (WNS) ou Système de numérotation de l'AMDP est une invitation faite depuis janvier 2002 aux administrations postales de déclarer officiellement leurs timbres émis. Ceux-ci sont munis d'un numéro et mis en ligne sur le site internet du WNS (www.wnsstamps.post) pour essayer d'avoir un lieu unique de convergence des informations sur les émissions officielles.
Chaque organisme membre peut également avoir des initiatives pour garantir la bonne conduite de ses membres. Intergraf, représentant des imprimeurs, crée un Code d'éthique des imprimeurs de timbres-poste doublé d'une certification (CWA 14641:2003) pour garantir aux administrations postales le sérieux des imprimeurs. Le Code comprend également les clauses qui doivent figurer les contrats de commande de timbres-poste.